# マリーゴールド (色)

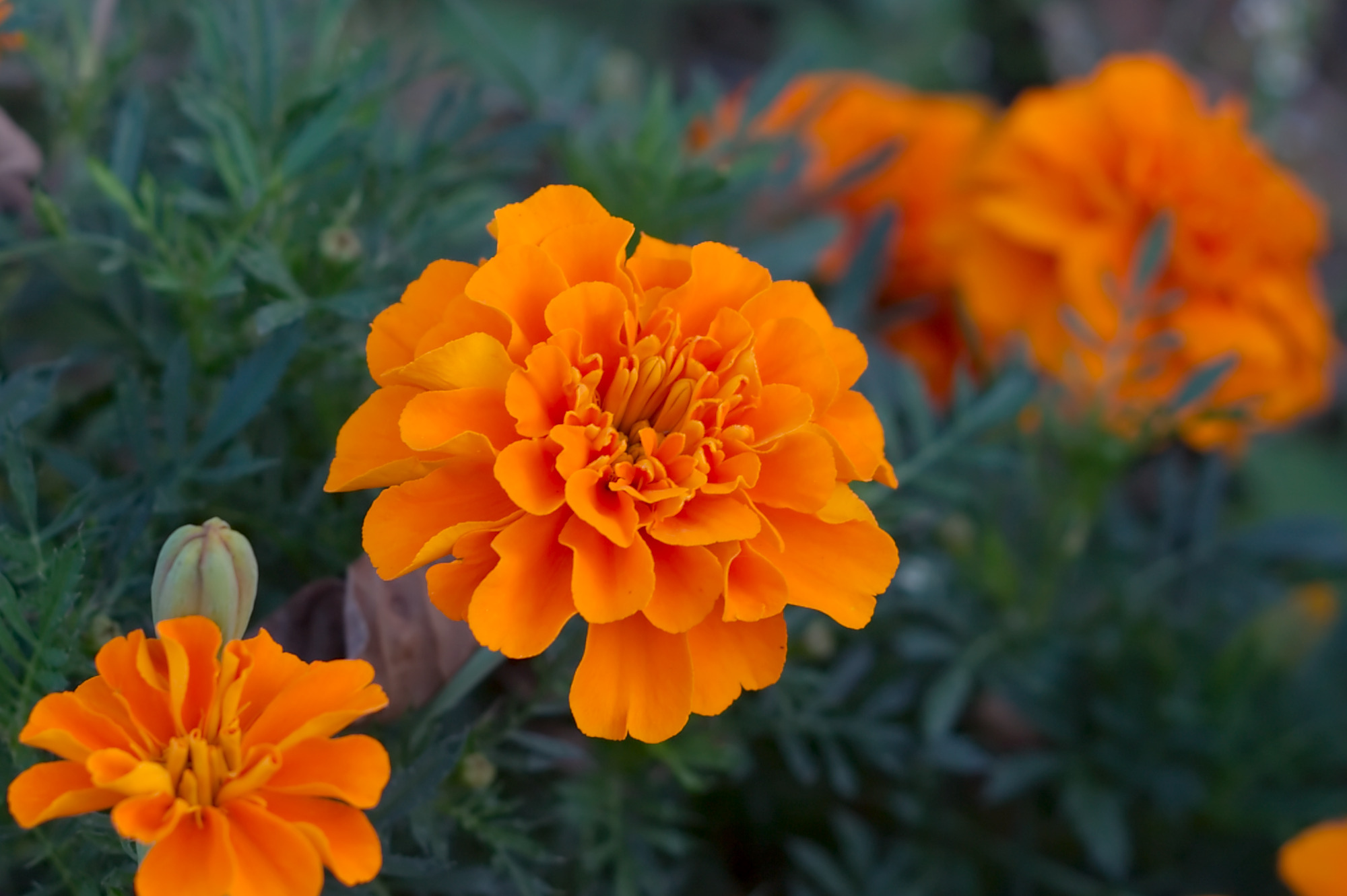
「マリーゴールド」の花

マリーゴールド (Marigold) は色の一つ。マリーゴールドの花の色に由来する色である。色彩規格では山吹色に比べるとやや赤みが強く、かなりオレンジ色に近い色をしている。

## 概要
マリーゴールドが英語の色名とされるようになったのは、1654年。日本の色名には無く、英米では大変ポピュラーな伝統色名で、いわば西洋のヤマブキとも言える。マリーゴールドはすでに金色の英語名であるゴールドを含んでいるため、山吹色（ゴールデンイエロー）と共通するのは、金色の連想である。

## 近似色
- オレンジ色
- 山吹色
- 琥珀色
- 黄土色
- 金色
- 金茶
- ゴールデンイエロー
- 蜜柑色
- 橙色
- 鬱金色
- 黄色